# Phyllachora valsiformis
Phyllachora valsiformis är en svampart som beskrevs av Rehm 1913. Phyllachora valsiformis ingår i släktet Phyllachora och familjen Phyllachoraceae.   Inga underarter finns listade i Catalogue of Life.